# مسجد تنم الرصاص
مسجد تنم الرصاص معروف باسم مسجد تميم الرسافة بحى السيدة زينب.

## وصفه
يقع المسجد في حارة تميم الرصافى المتفرعة من حارة السيدة زينب، وهو عبارة عن شبه مربع تقريبا إذ يبلغ طوله 17.5 وعرضه 16.5 ،و تبلغ مساحته 288 مترا مربعا تقريبا. وتقع الواجهة الرئيسية للمسجد في الضلع الشمالي ويبلغ طولها 16.5 من المتر،
ويبلغ ارتفاعها 27 مترا ويوجد بهذه الواجهة المدخل الرئيسى للمسجد وعلى جانبيه توجد حنيات مسطحة على جانبه الشرقي توجد حنيتان وعلى جانبه الغربي توجد حنية واحدة يبلغ اتساع كل منهما 1.95 متر وتمتد حتى نهاية الواجهة و تنتهى كل منها بثلاث حطات من الدلايات البديعة التكوين.